# Bataille de Roanoke Island
 (juillet 2023).
La mise en forme du texte ne suit pas les recommandations de Wikipédia : il faut le « wikifier ».
Les points d'amélioration suivants sont les cas les plus fréquents. Le détail des points à revoir est peut-être précisé sur la page de discussion.
- Les titres sont pré-formatés par le logiciel. Ils ne sont ni en capitales, ni en gras.
- Le texte ne doit pas être écrit en capitales (les noms de famille non plus), ni en gras, ni en italique, ni en « petit »…
- Le gras n'est utilisé que pour surligner le titre de l'article dans l'introduction, une seule fois.
- L'italique est rarement utilisé : mots en langue étrangère, titres d'œuvres, noms de bateaux, etc.
- Les citations ne sont pas en italique mais en corps de texte normal. Elles sont entourées par des guillemets français : « et ».
- Les listes à puces sont à éviter, des paragraphes rédigés étant largement préférés. Les tableaux sont à réserver à la présentation de données structurées (résultats, etc.).
- Les appels de note de bas de page (petits chiffres en exposant, introduits par l'outil «  Source ») sont à placer entre la fin de phrase et le point final[comme ça].
- Les liens internes (vers d'autres articles de Wikipédia) sont à choisir avec parcimonie. Créez des liens vers des articles approfondissant le sujet. Les termes génériques sans rapport avec le sujet sont à éviter, ainsi que les répétitions de liens vers un même terme.
- Les liens externes sont à placer uniquement dans une section « Liens externes », à la fin de l'article. Ces liens sont à choisir avec parcimonie suivant les règles définies. Si un lien sert de source à l'article, son insertion dans le texte est à faire par les notes de bas de page.
- La présentation des références doit suivre les conventions bibliographiques. Il est recommandé d'utiliser les modèles {{Ouvrage}}, {{Chapitre}}, {{Article}}, {{Lien web}} et/ou {{Bibliographie}}. Le mode d'édition visuel peut mettre en forme automatiquement les références.
- Insérer une infobox (cadre d'informations à droite) n'est pas obligatoire pour parachever la mise en page.

Pour une aide détaillée, merci de consulter Aide:Wikification.
Si vous pensez que ces points ont été résolus, vous pouvez retirer ce bandeau et améliorer la mise en forme d'un autre article.

La bataille de Roanoke Island est la 1re opération de la Campagne de Burnside en Caroline du Nord, au début de la guerre de Sécession. C’est une opération amphibie menée par les troupes fédérales les 7 et 8 février 1862 contre l'île Roanoke. Cette île permettait aux Confédérés de tenir la baie d'Albemarle, une des vastes lagunes (sounds) de la mer intérieure qui borde la côte de Caroline du Nord. L'île Roanoke, clé de l'accès arrière au grand port confédéré de Norfolk, fut facilement conquise par les fédéraux qui disposaient d'un imposant corps expéditionnaire combiné, nettement supérieur aux forces confédérées.

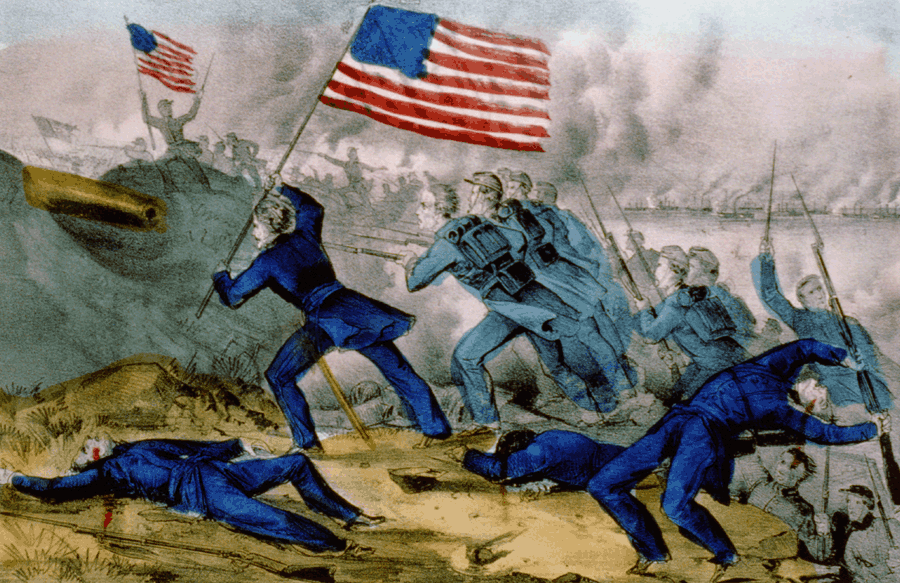
Le 8 février 1862, sur l'île Roanoke (Caroline du Nord) : menés par leurs officiers brandissant le "Stars & Stripes", les soldats nordistes chargent une redoute confédérée. Aucun ennemi n'est visible…A l'horizon les nombreux vapeurs de la flotte unioniste. Lithographie de Currier and Ives.cd

## Intérêt stratégique

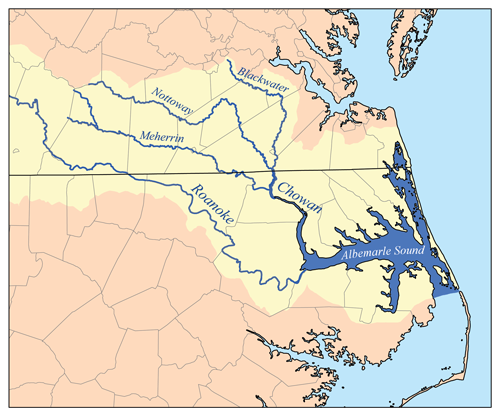
Les sounds de Caroline du Nord. En bleu foncé la baie d'Albemarle, communiquant au nord par des canaux avec l'arrière du port de Norfolk - et gardée au sud par l'île Roanoke. En bleu clair au sud la baie de Pamlico, et au sud-est le Cap Hatteras formé par la convergence des îles en ruban, les Outer Banks

(voir le chapitre "Intérêt stratégique de la campagne" de l'article Campagne de Burnside en Caroline du Nord).
Le général Henry A. Wise, commandant la garnison confédérée de l’île Roanoke avait signalé à sa hiérarchie l’importance stratégique de l’île et avait demandé avec insistance qu’on lui envoie des renforts. Il était clair en effet que l’île Roanoke, située au milieu du goulet qui permettait le passage du sud (baie de Pamlico) au nord (baie d'Albemarle) était la clé des sounds : si l’Union s'en emparait, elle y aurait une base qui ne pourrait être attaquée que par une force amphibie, que les Confédérés ne possédaient pas. Et à partir de l’île Roanoke, l’Union pourrait attaquer n’importe quel point des côtes de Caroline du Nord, alors que les Confédérés seraient obligés de disperser leurs troupes sur un immense front, et donc forcés en cas d’attaque d’abandonner certaines de leurs positions, devenues indéfendables par manque d’effectifs.
Enfin le grand port de guerre de Norfolk (Virginie), tenu par les Confédérés, était relié au sound d'Albemarle par 2 canaux (le "Albemarle & Chesapeake Canal" et le "canal de Dismal Swamp") et recevait grâce à eux la plus grande partie de son approvisionnement, ce qui lui permettait de défier le blocus maintenu par l'US NAvy dans la baie de Chesapeake.

## Preparations

### La défense confédérée

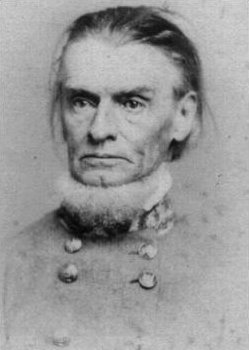
Le brig. gen. confédéré Henry A. Wise était hospitalisé à Nags's Head pendant l'invasion de l'île Roanoke dont il avait la garde

était faible et mal coordonnée dès l’origine.
- Sur l’île Roanoke

Déjà lors de la bataille des Hatteras Inlet Batteries, des renforts (le 3e Georgia Infantry Regiment) partis de Norfolk étaient arrivés trop tard et avaient été envoyés sur l’île Roanoke. Ils y restèrent 3 mois, et firent quelques vagues tentatives de raids contre les nordistes établis sur l’île Hatteras.
Début octobre 1861 le brig.gen. confédéré Daniel Harvey Hill fut chargé de la défense des côtes de Caroline du Nord, arriva sur l’île Roanoke et commença à la fortifier, mais il fut rappelé en Virginie au bout d’un mois et demi environ, et remplacé par le brig. gen. Lawrence O'B. Branch.
Le 21 décembre 1862 le district des sounds est divisé en 2 : la partie sud (essentiellement le sound ou baie de Pamlico et ses villes riveraines) est assigné au brig. gen. Lawrence O'B. Branch, qui dépend du brig. gen. Richard C. Gatlin, commandant du "Department of North Carolina" – alors que le nord (Baie d'Albemarle et île Roanoke) est confié au brig. gen. Henry A. Wise, qui rendra compte au maj. gen. Benjamin Huger, responsable de la défense de Norfolk.
Wise n’avait pu garder de son ancienne "Légion Wise", que 2 régiments, le 46e et le 59e Virginia Infantry. Il avait par contre reçu 3 régiments, les 2e, 8e et 31e Régiments de Caroline du Nord (plus 3 compagnies du 17e Régiment) soit environ 1 400 hommes. Mais ces soldats étaient mal équipés, mal vêtus, et n’avaient souvent pour armes que leurs propres fusils de chasse. De plus les conditions de vie sur les sounds avaient rendu malade plus d’un quart des effectifs.
Wise avait supplié le gouvernement de Richmond de lui fournir des canons, mais ceux qui lui furent envoyés ne suffisaient pas. L’artillerie confédérée était répartie entre plusieurs "forts" : face à Croatan Sound (le goulet le plus large et le plus profond, et donc le plus susceptible de voir se présenter la flotte ennemie) dans Fort Huger, situé à Weir’s Point (au coin nord-ouest de l’île Roanoke), se trouvaient 12 canons; à 1 mile au sud-ouest, dans Fort Blanchard : 4 canons; à Pork Point, dans Fort Bartow (plus au sud) : 9 canons. Par ailleurs, de l’autre côté du goulet de Croatan, en face de Fort Huger, sur Redstone Point, on avait établi un fortin appelé Fort Forrest : 2 vieilles barges échouées dans la vase, garnies de sacs de sable et de balles de coton, et armées de 7 canons.
Par ailleurs la face est de l’île Roanoke (le sound de Roanoke était le moins susceptible de laisser passer une flotte ennemie) était munie de 2 canons – et une batterie enterrée avec 3 canons avait été installée au centre géographique de l’île.
Enfin Wise, qui avait mis la main sur des pilotis, était en train d’en planter 2 lignes en travers du Croatan Sound, et il avait l’intention de renforcer cette défense en coulant de vieilles coques de bateaux lorsque l’attaque fédérale survint.
Mais la face sud de l’île, donnant sur le Pamlico Sound, n’avait aucune protection.
- Sur mer : sept petits bateaux (des remorqueurs et divers bateaux de travail) avaient été achetés ou réquisitionnés par la marine confédérée, armés de 8 canons, et, ainsi transformés en canonnières, mis sous le commandement de William F. Lynch[9]. Wise pensait que cette flottille, qu’il avait surnommée par dérision la "Flotte Moustique" ne servait à rien, et même était plutôt gênante. Wise écrivit après la bataille :"le capitaine Lynch était énergique, zélé, et actif, mais il accorda trop d’importance à sa flottille de canonnières. Il nous a privé des remorqueurs en les transformant en canonnières parfaitement stupides alors qu’ils auraient été plus utiles lors des transports de pilotis, de bois de construction, de fourrage, de provisions de toutes sortes, et de troupes. "[10]

### Du côté unioniste
- Préparation de l'attaque

(voir le chapitre "Constitution du corps expéditionnaire" de l'article Campagne de Burnside en Caroline du Nord)
Si l’idée de Burnside de sélectionner des "blue-noses" de Nouvelle-Angleterre comme soldats pour son corps expéditionnaire était judicieuse, par contre il fut moins heureux en voulant créer de son côté un corps de canonnières dépendant de l’US Army
, alors que l’US Navy armait quant à elle une flottille de 20 canonnières. Il se retrouva finalement avec 9 bateaux moins bien équipés et des équipages moins expérimentés que ceux de l'US Navy. La flottille fédérale comprenait aussi plusieurs barges transformées en batteries flottantes par l’adjonction de canons et d’une protection de balles de foin et de sacs de sable. En tout, les fédéraux disposaient de 108 pièces d’artillerie.

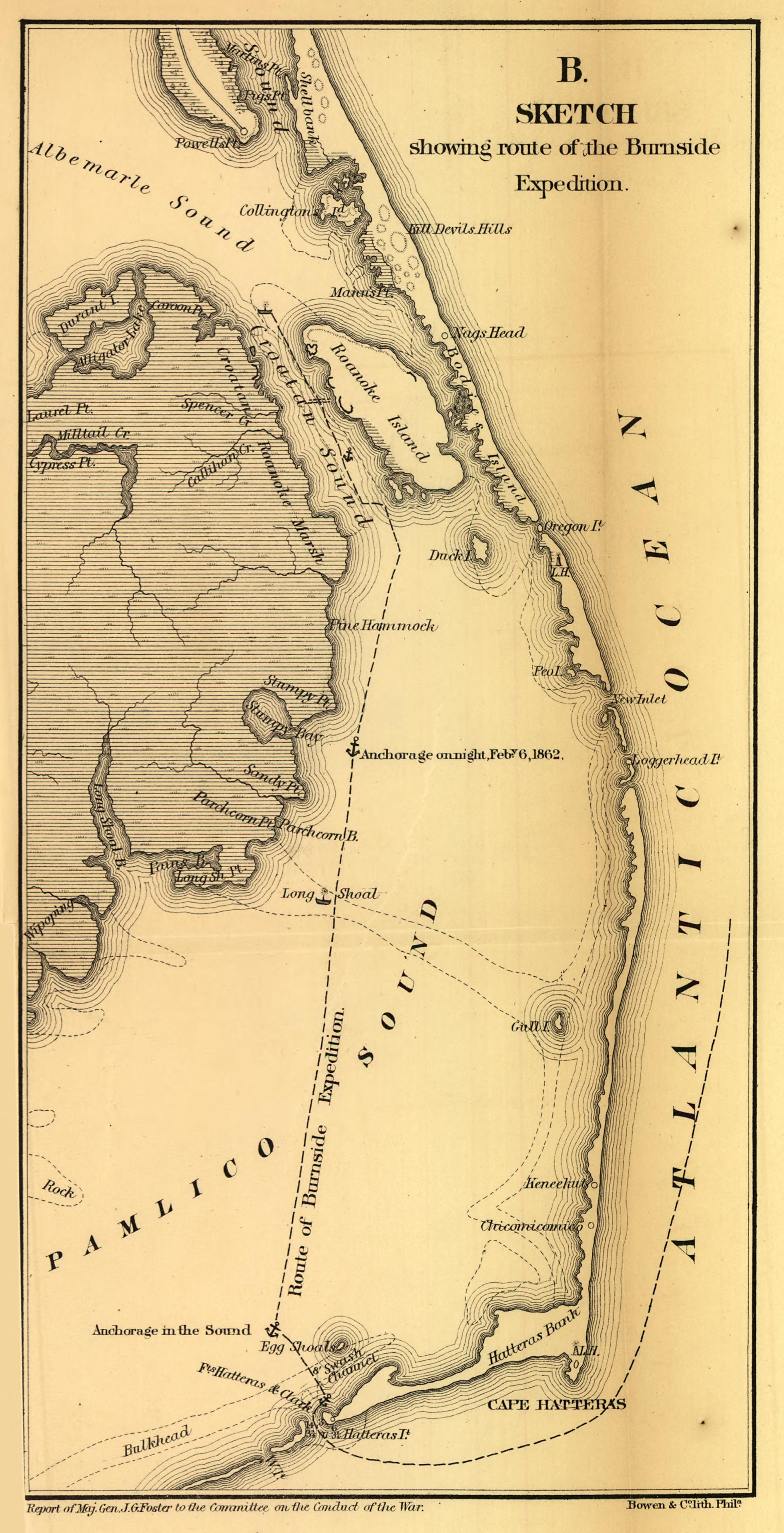
La flotte fédérale arriva du Nord dans le mauvais temps, doubla le cap Hatteras, eut de la peine à franchir le goulet Hatteras inlet pour débouquer dans la baie de Pamlico, se réunit, et fit du nord vers son 1re objectif, l'île Roanoke.

- Mise en route. Les troupes et les transports se rassemblèrent à Annapolis et commencèrent à embarquer le 5 janvier 1862. Les bateaux levèrent l’ancre, se regroupèrent à Fort Monroe, près de l’entrée de la Baie de Chesapeake, et le convoi prit le large le 11 janvier. Les capitaines prirent alors connaissance de leurs ordres, gardés jusque-là sous plis scellés : direction Cap Hatteras[14].

Naturellement le temps autour du Cap Hatteras était exécrable. Burnside, pour se concilier ses soldats, se fit transférer (avec son état-major) sur la plus petite des embarcations, la canonnière Pickett (une unité dépendant de l’US Army), et y endura le mauvais temps. Trois bateaux (2 transports et une canonnière de l’US Army, le “ Zouave ”) sombrèrent, mais les hommes furent sauvés. Deux officiers du 9th New Jersey se noyèrent pendant la traversée : leur chaloupe se renversa alors qu’ils revenaient d’une visite au navire-amiral.
L’entrée dans la baie de Pamlico par le pertuis (inlet) de Hatteras fut longue et difficile. On pensait que le chenal avait au moins 8 pieds (2,5 m) de profondeur, or il en avait à peine 6 (1,9 m).. Certains des bateaux fédéraux avaient trop de tirant d’eau, on dut les décharger pour les alléger, puis ils se touèrent sur une ancre D’autres, même allégés, ne pouvaient absolument pas passer dans le pertuis. On dut les décharger complètement sur l’ île Hatteras et les renvoyer. Le cas du trois-mâts-barque John Trucks fut pire encore : il ne put même pas s’approcher assez de l’île pour débarquer les troupes qu’il avait à bord, et il dut repartir pour Annapolis avec la plus grande partie du 53e Régiment de New York, dont seulement une fraction participa à la bataille de Roanoke Island.
La flotte fut enfin prête et rassemblée dans la baie de Pamlico le 4 février 1862.
Pendant que la flotte fédérale passait à grand-peine dans les sounds, le gouvernement confédéré restait étrangement inerte : il n’envoyait aucun renfort, ni sur l’île Roanoke ni sur aucun des objectifs militaires de la zone. Le nombre de soldats confédérés sur place resta donc de 1 400 environ, avec 800 réservistes basés à Nag’s Head. Qui plus est, le 1°Février le brig. gen. Wise fut hospitalisé à Nag's Head pour, dit-il, une grave maladie pulmonaire (voir l'article Henry A. Wise). Il restera alité jusqu’au 8 février, mais continuera à donner des ordres à son remplaçant, le colonel H. M. Shaw du 8th North Carolina Infantry.

## La bataille

### 1erjour: bombardement et débarquement

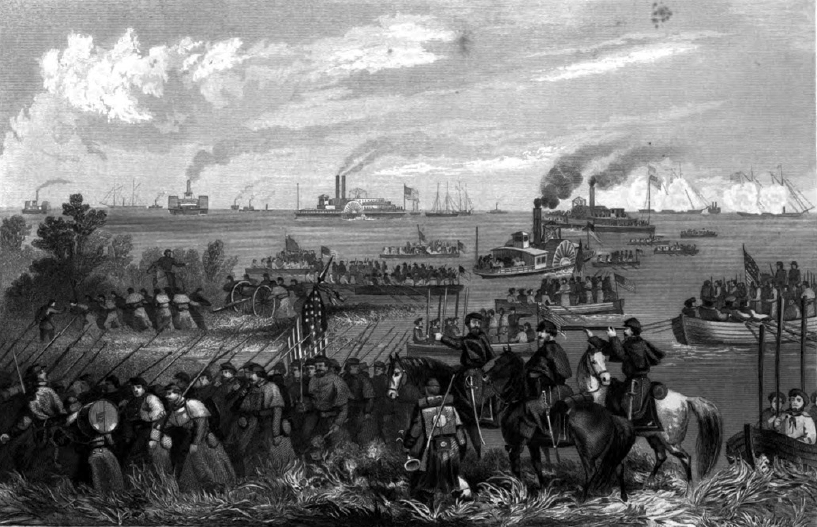
Le débarquement des troupes du général Burnside à Roanoke.

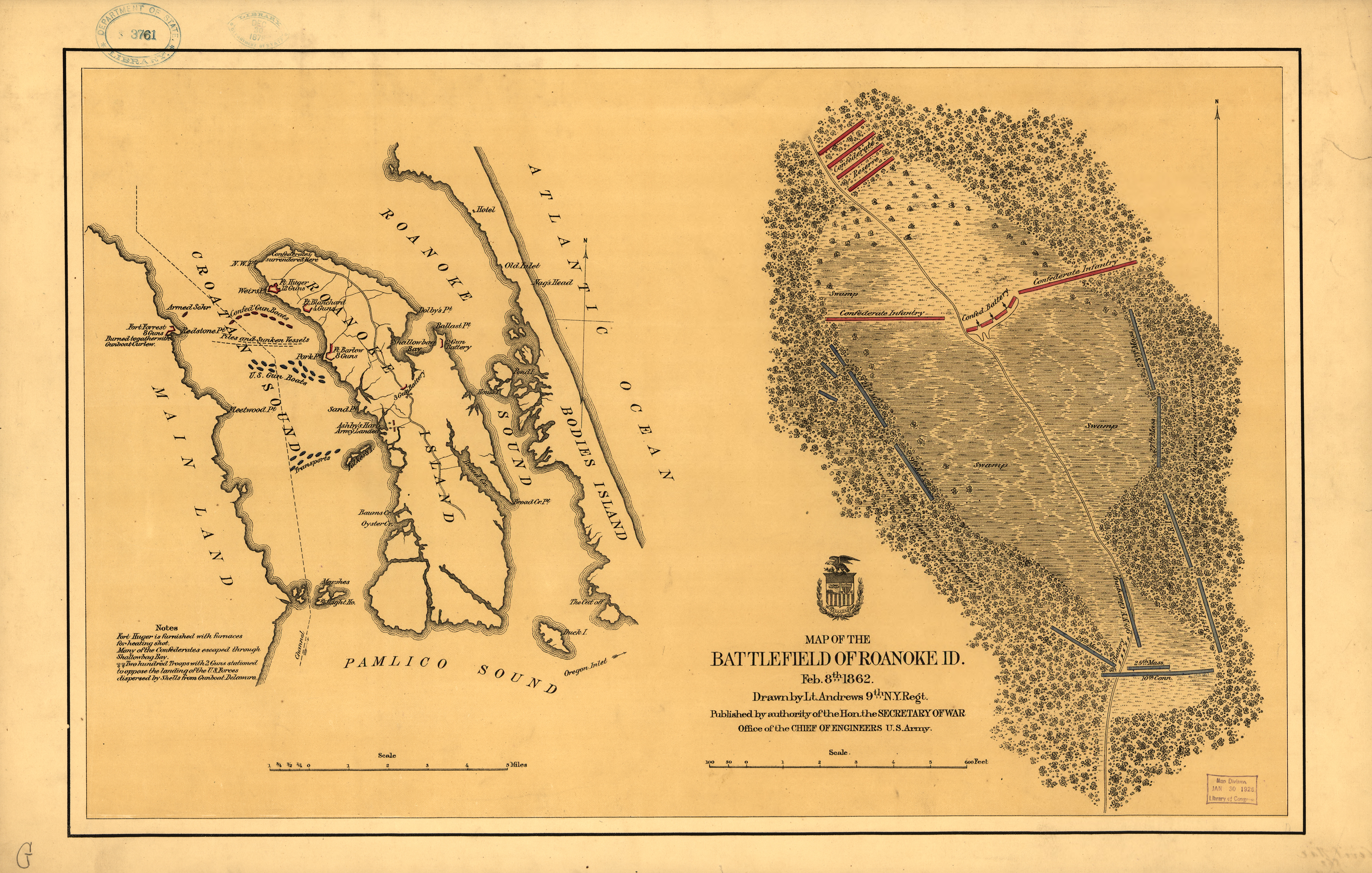
Deux représentations de l'île Roanoke, avec disposition des flottilles et des troupes lors de la bataille.

Le 5 février, tôt le matin, la flotte de l'Union fait route vers l'île Roanoke. Elle jette l'ancre près de son extrémité sud le soir même. Le lendemain, la pluie et le vent empêchent tout mouvement, et le seul évènement est le changement de navire amiral : Goldsborough se transfère avec son état-major de l' USS Philadelphia sur l' USS Southfield.
Le 7 février, le temps s'améliore et les canonnières fédérales mettent en route. Elles commencent par canonner Ashby Harbor (la plage choisie pour le débarquement, à mi-hauteur de l'île), et, devant l'absence de réaction des Confédérés, remontent le Croatan Sound vers le nord. Là elles se divisent : pendant que certaines approchent Pork Point pour canonner Fort Bartow, d'autres vont attaquer la "Flotte Moustique" des Confédérés. Le duel d'artillerie commence autour de midi.
Les faiblesses de la position confédérée se révèlent alors : seuls 4 des canons de Fort Bartow ont une portée suffisante pour espérer atteindre les canonnières nordistes ; Fort Huger et Fort Blanchard sont impuissants ; et comme une canonnière sudiste, le CSS Curlew (Courlis), touchée au niveau de sa ligne de flottaison, est venue s'échouer devant Fort Forrest, de l'autre côté du pertuis de Croatan, ce fort est réduit au silence. Deux unités de la "Flotte Moustique" ne participent pas au combat : le CSS Appomattox (qui était allé chercher des provisions à Edenton et ne revint pas à temps pour combattre) et la CSS Black Warrior, une goélette sans moteur auxiliaire, écartée du combat car on craignait qu’elle manque de maniabilité.
La "Flotte Moustique" abandonne le combat lorsqu'elle se trouve à court de munitions et va chercher refuge vers Elizabeth City.
Cependant les barges de débarquement de l'Union, accompagnées de leurs canonnières, atteignent la plage de Ashby Harbor, proche du centre de l'île. À 15 h. Burnside ordonne le débarquement, et à 16 h. ses hommes, accompagnés de 6 barques armées d'obusiers légers commandées par le midshipman Benjamin H. Porter, touchent terre. Deux cents confédérés du 31e North Carolina, qui les attendent sur la plage, sont arrosés par les canonnières, et abandonnent la plage précipitamment et sans riposter. Vers minuit, la presque totalité des 10 000 hommes de Burnside a débarqué. Ils pénètrent quelque peu vers l'intérieur, puis dressent le camp pour la nuit.

### 2ejour: l'attaque

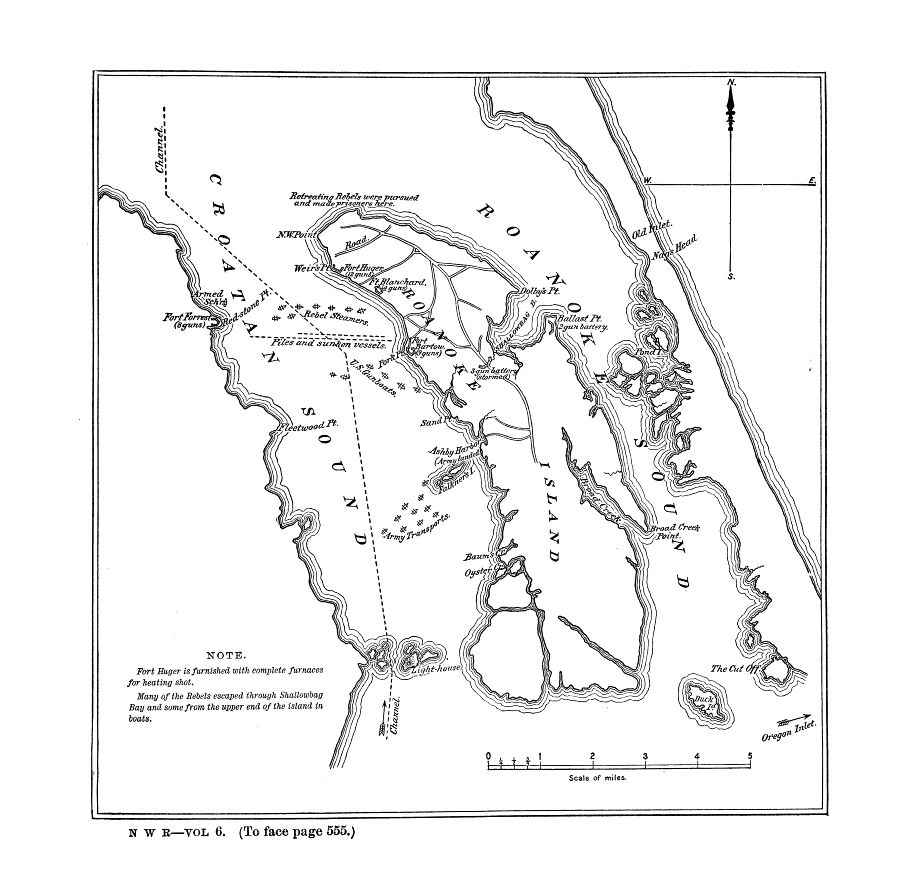
Carte montrant les forts rebelles

Au matin du 8 février 1862, les troupes fédérales avancent rapidement vers le nord, sur la seule route de l'île. En tête se trouvent la 1re Brigade du 25th Massachusetts , immédiatement suivie des obusiers du midshipman Porter.
Les nordistes se heurtent à une redoute confédérée, et à 400 soldats qui leur barrent le passage, appuyés par environ mille hommes placés en réserve 200 m en arrière: le front était si étroit (des marécages encadraient la route) que le colonel Shaw n'avait pu déployer que le quart de ses troupes.
Les premières lignes ouvrent le feu, et se fusillent pendant 2 heures à travers d'épais nuages de fumée. Du côté nordiste, les hommes du 10th Connecticut relayent ceux du 25th Massachusetts (qui ne sont pas décimés, mais épuisés), sans pouvoir avancer davantage.
Mais les brig. gen. nordistes Jesse L. Reno et John G. Foster décident de prendre l'ennemi en tenaille, en pénétrant avec leurs troupes (le 1er par la gauche et le 2e par la droite) dans les marécages prétendus impénétrables qui longent la route. Reno dispose de soldats d'élite provenant des 21e régiment volontaire d'infanterie du Massachusetts, 51st New York et 9th New Jersey. De plus la 3e brigade de John G. Parke va reprendre l'attaque frontale. Pris entre 3 feux les Confédérés lâchent pied et fuient.
Démuni de positions de repli et d'artillerie, le colonel Shaw se rend, avec non seulement ses 1 400 hommes, mais aussi avec les 2 régiments (le 2th North Carolina et le 46th Virginia) qui venaient de lui être envoyés en renfort. En tout les nordistes font donc environ 2 500 prisonniers sur l'île Roanoke.
Quant aux pertes, elles sont faibles selon les standards de la guerre de Sécession : 37 tués, 214 blessés et 13 disparus du côté nordiste - contre 23 tués, 58 blessés, et 62 disparus pour les confédérés

## Suites
(voir le chapitre "Fin de la campagne" de l'article Campagne de Burnside en Caroline du Nord).
Les canonnières nordistes détruisirent la "Flotte Moustique" dès le 10 février 1862 (voir bataille de Elizabeth City). L'île Roanoke resta aux mains des fédéraux jusqu'à la fin de la guerre, Burnside l'utilisa comme base de départ lors d'expéditions contre New Bern (voir Bataille de New Bern), Fort Macon (voir Bataille de Fort Macon), et contre de petites localités .
En juillet, Burnside est rappelé en Virginie avec la plus grande partie de ses troupes : la campagne de la Péninsule de George B. McClellan s'est soldée par un échec, il faut renforcer l'Armée du Potomac. Son remplaçant, le brig. gen. John G. Foster, mènera en décembre la bataille de Goldsboro Bridge et coupera la ligne de chemin de fer "Wilmington and Weldon Railroad" qui relie les forces confédérées au port de Wilmington.
Ce n'est que fin 1864 et début 1865 que la guerre reviendra en Caroline du Nord avec l'expédition de William T. Shermann, et les batailles de Fort Fisher qui permettront aux nordistes de fermer Wilmington, le dernier port de la Confédération.

## Source
- (en) Cet article est partiellement ou en totalité issu de l’article de Wikipédia en anglais intitulé « Battle of Roanoke Island » (voir la liste des auteurs).